# 安娜·舍费尔
聖安娜·舍费尔（德語：Saint Anna Schäffer，1882年2月18日—1925年10月5日），生於德國巴伐利亞明德尔施泰滕，德國天主教聖徒。2012年10月21日，天主教教宗本篤十六世於梵蒂岡為她祝聖。